# Sommer-Paralympics 2004/Goalball
Bei den XII. Sommer-Paralympics 2004 in Athen wurden zwei Goalballturniere ausgetragen.
Austragungsort war der Faliro Coastal Zone Olympic Sports Complex. Die Wettkämpfe fanden vom 20. bis 26. September statt.

## Männer

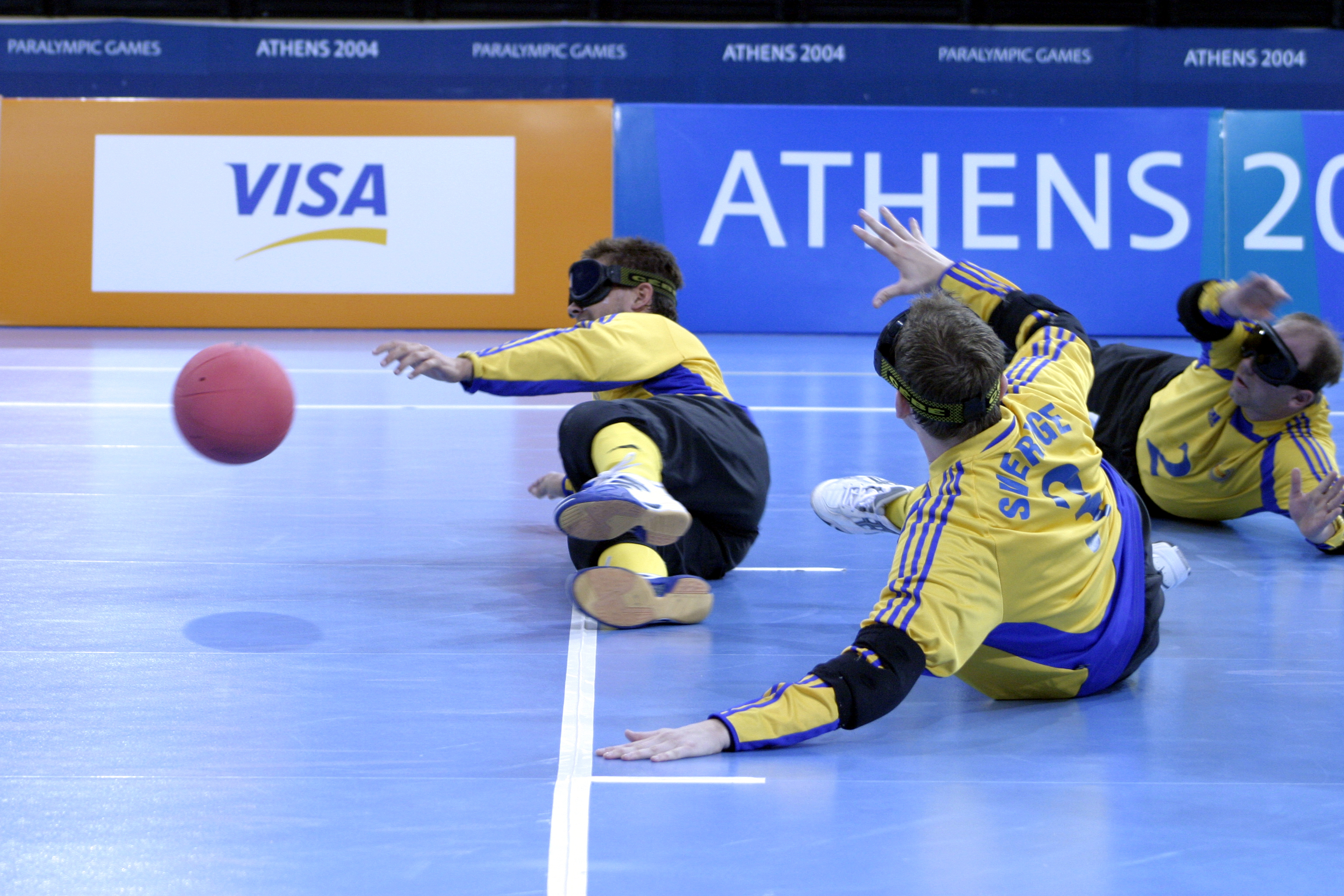
Die schwedische Herren Goalballmannschaft in Athen

| Platz | Land | Sportler |
| ----- | ---- | --- |
| 1     | DEN  | Martin Enggaard Pedersen, Soren Holmgren Jensen, Peter Weichel, Ricky Nielsen, Kenneth Hansen Trainer: Ole Solkaer                           |
| 2     | SWE  | Niklas Hultqvist, Jimmy Björkstrand, Boris Samuelsson, Oskar Kuus, Mikael Aspegren, Mikael Rendahl Trainer: Henrik Bergkvist, Martin Demonte |
| 3     | USA  | John Mulhern, Tyler Merren, Edward Munro, Daniel Gallant, Donte Mickens, Christopher Dodds Trainer: John Bakos                               |

## Frauen
| Platz | Land | Sportler |
| ----- | ---- | --- |
| 1     | CAN  | Amy Alsop, Contessa Scott, Nancy Morin, Kelley Hannett, Annette Lisabeth, Viviane Forest Trainer: Frank Macintyre        |
| 2     | USA  | Jennifer Armbruster, Jessica Lorenz, Asya Miller, Lisa Banta, Robin Theryoung, Nicole Buck Trainerin: Kenneth Armbruster |
| 3     | JPN  | Masae Komiya, Yuki Naoi, Mieko Asai, Yuka Naoi, Eriko Kumakawa, Madoka Sano Trainer: T. Masuda                           |
| ...   |      | |
| 6     | GER  | Cornelia Dietz, Christa Pekx, Christiane Moeller, Regina Vollbrecht, Ina Fischer, Veronika Matthieu                      |

Insgesamt nahmen acht Mannschaften teil.